# 더 렌탈: 소리없는 감시자
《더 렌탈: 소리없는 감시자》(영어: The Rental)는 2020년에 개봉한 미국의 공포 영화이다.

## 출연
- 댄 스티븐스 - 찰리 역
- 앨리슨 브리 - 미셸 역
- 실라 밴드 - 미나 역
- 제러미 앨런 화이트 - 조시 역
- 토비 허스 - 테일러 역
- 코니 웰먼 - 집주인 역
- 청크 - 레지 역
- 앤서니 몰리내리 - 남자 역

## 시청 등급
- 대한민국: 15세이상관람가

## 기타
- 수입: 조이앤시네마(대한민국)